# Мексика на зимових Олімпійських іграх 1994
Мексика на зимових Олімпійських іграх 1994 року, які проходили в норвезькому місті Ліллегаммер, була представлена одним спортсменом в одному виді спорту — гірськолижний спорт. Прапороносцем на церемонії відкриття Олімпіади був єдиний представник країни, лижник Губертус фон Гогенлое.
Мексика вп'яте взяла участь у зимовій Олімпіаді. Мексиканські спортсмени не здобули жодної медалі.

## Гірськолижний спорт
| Губертус фон Гогенлое | швидкісний спуск, чоловіки | 1:53.37 | 48 |